# 喬治·克雷布
喬治·克雷布（1754年12月24日—1832年2月3日），英國英格蘭詩人（韻文故事作家）、博物學家。

## 傳記
喬治·克雷布於1754年12月24日生於英國英格蘭東區域薩福克郡奧爾德堡，父親是收稅人員。他小時候對詩已有興趣。1768年，他成為當地醫生的學徒，不久就改投其他醫生門下，並移居薩福克郡伍德布里奇。他在伍德布里奇結識了未來的妻子薩拉·埃爾米（Sarah Elmy）。1775年，他自行出版首本詩集《陶醉》（Inebriety）。

## 著作
- Inebriety（1775年出版）
- The Candidate（1780年出版）
- The Library（1781年出版）
- The Village（1783年出版）
- The Newspaper（1785年出版）
- Poems（1807年出版）
- The Borough（1810年出版）
- Tales in Verse（1812年出版）
- Tales of the Hall（1819年出版）
- Posthumous Tales（1834年出版）

## 註釋

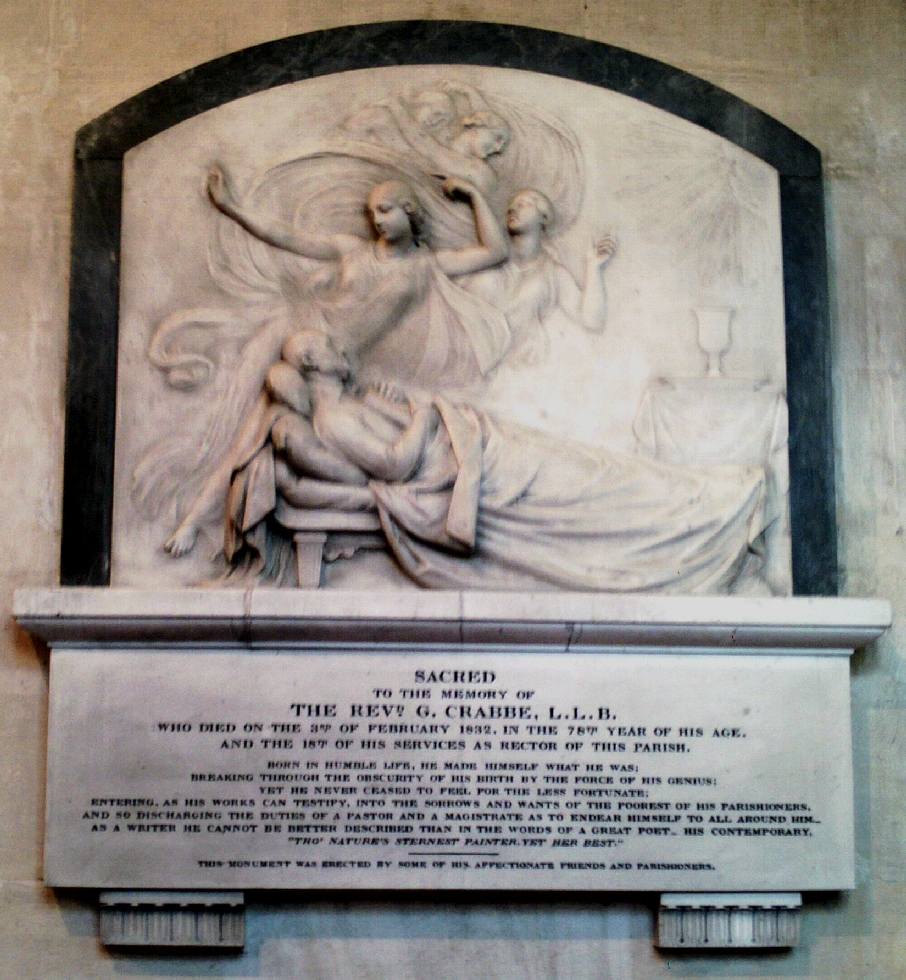
英格蘭威爾特郡特羅布里奇聖詹姆斯教堂的紀念碑

## 外部連結
- 喬治·克雷布的作品  - 古騰堡計劃
- 喬治·克雷布之墓（页面存档备份，存于）
- 《English Men of Letters - Crabbe（页面存档备份，存于）》，艾爾弗雷德·艾恩格編寫的喬治·克雷布傳記，於1903年出版
- 喬治·克雷布 1754－1832（页面存档备份，存于），博蒂福德生活歷史網